# Marius Șumudică
Marius Ninel Şumudică (Bucareste, 4 de março de 1971) é um ex-futebolista e treinador de futebol romeno. Atualmente está sem clube após ter sido demitido do comando técnico do Yeni Malatyaspor.
Entre 1999 e 2001, foi jogador do Marítimo, equipa da Madeira, obtendo a façanha de qualificar-se uma vez para a final da Taça de Portugal de 2000–01.

## Títulos

### Como jogador
Rapid Bucareste
- Campeonato Romeno (1): 1998–99
- Copa da Romênia (2): 1997–98 e 2001–02

### Como treinador
Astra Giurgiu
- Campeonato Romeno (1): 2015–16
- Supercopa da Roménia (1): 2016

## Ligações Externas
- «Foradejogo.net». - Estatísticas e perfil do jogador
- «Romaniansoccer.ro» (em romeno). - Estatísticas e perfil do jogador
- «Footballdatabase.eu» (em inglês). - Estatísticas como treinador